# 핫요가
에서 비크람 요가를 가르치는
```
비크람 차우드리
.]]
```

핫요가 또는 비크람 요가(Bikram Yoga)는 요가 발생지인 인도의 환경을 그대로 옮겨 실내온도 38도씨의 전용스튜디오에서 진행하는 요가를 말한다. 인도 요가 컬리지의 창립자이자, 하타 요가의 마스터로 알려진 비크람 차우드리(Bikram Choudhury)가 창시하고 1970년대에 대중화했다. 한편 비크람 차우드리는 여성들을 성폭행 및 강간했으며, 그의 이력에 대해서도 진실 공방이 있다.

## 효과
뜨거운 환경에서 근육이 잘 이완되기 때문에 몸의 유연성을 높이는데 효과적이며 부상을 방지할 수 있다. 또한 심박수를 높여 유산소 효과를 내며, 땀으로 노폐물과 독소를 빼주기 때문에 체중 감소와 피부미용에 효과적이다. 

## 과정
90분 간 진행되는 26가지 일련 동작들은 워밍업을 위한 호흡법으로 시작하여 24가지 아사나 (요가 자세)로 이어지며 체내 독소를 배출하기 위한 호흡법으로 마무리 된다.
+26가지 동작들
1. 호흡 자세 (우짜이 호흡)
2. 반달 자세 (하프문 포즈)
3. 의자 자세 (어컬드 포즈)
4. 독수리 자세 (이글 포즈)
5. 선 전굴 자세 (스탠딩 헤드 투 니)
6. 선 활 자세 (스탠딩 보우 풀링)
7. ‘T’자 자세 (티 밸런싱)
8. 양다리 벌려 선 전굴 자세 (세퍼레이트)
9. 삼각 자세
10. 합장하여 앞으로 숙인 자세 (스탠딩 세퍼레이트 레그)
11. 나무 자세 (트리 포즈)
12. 발끝으로 선 자세 (토 스탠딩)
13. 송장 자세 (사바사나)-중간 휴식으로 눈을 뜬 채 진행한다.
14. 바람 빼기 자세 (윈드리무빙)
15. 윗몸 일으켜 앉은 자세 (싯업)
16. 코브라 자세
17. 메뚜기 자세 (로우코스트)
18. 완전한 메뚜기 자세 (풀로우코스트)
19. 활 자세 (보우 풀링)
20. 누운 영웅 자세 (숩타 바즈라사나)
21. 반 거북이 자세 (하프 톨토이즈)
22. 낙타 자세 (카멜 포즈)
23. 토끼 자세 (레빗 포즈)
24. 전굴 자세 (자누라사나, 파스치묵타사나)
25. 반 비틀기 자세 (스파인 트위스트 포즈)
26. 정뇌호흡 (카발라 하티 호흡)

## 핫요가와 호흡법
핫요가와 호흡법요가에 있어서 호흡은 매우 중요하다.요가의 호흡에서 받아들일 수 있는 에너지를 프라나(氣)라고 하는데, 이것은 우주의 충만한 근본 에너지이면서 인간 생명력의 원천이다. 요가와 함께 하는 프라나야마(PRANAYAMA) 호흡법은 깊은 횡격막 호흡과 함께 이루어진다. 대부분의 사람들은 폐의 10%만을 이용한 호흡을 한다. 때문에 폐에 관련된 질환이 늘어나고 있는 문제점이 있다. 요가에 있어서의 프라나야마(PRANAYAMA) 호흡은 서서 깊게 하는 호흡으로 폐의 90%를 이용하도록 하고 있다. 핫요가는 프라나야마(PRANAYAMA) 호흡을 통해 모든 내장 기관을 튼튼하게 해주며, 스튜디오의 환경에 의해 관절의 유연성을 도와 관절염, 류마티스 등에 무리를 주지 않고, 아름다운 바디라인과 균형잡힌 자세를 만든다. 핫요가에서 처음과 끝의 호흡에서는 코로 마쉬고 입으로 내쉬는 호흡을 통해 머리까지 산소가 전달될 수 있도록 한다. 그 외의 다른 동작들에서는 모두 코로 마쉬고 코로 내쉬는 호흡을 한다.

## 주의 사항
1. 과도하게 상승된 체열은 관절 유연성(이완정도)의 감각을 잘 느끼지 못하게 하여 조직에 손상을 줄 수 있다.
2. 높은 체열은 이상고열(hyperthermia)상태를 일으켜 구역감(메스꺼움), 두통, 졸도를 발생시킬 수 있다.
3. 과도한 발한(땀 흘림)은 적절한 수분보충이 동반되지 않으면 탈수 증상을 나타나게 할 수 있고, 이것은 세포대사에 부작용을 일으킬 수 있다.
4. 높아진 체열과 탈수는 심박수를 증가시키고,이것은 또한 혈압을 상승시킨다.
5. 수련 2시간전에는 식사를 하는 것은 좋지 않다.
6. 코로 마쉬고 입으로 내쉬는 호흡을 할 때 어지러울 수 있으나 이는 명현현상일 수 있으며 어지러우면 코로 마쉬고 코로 내쉬는 자연호흡으로 잠깐 돌아갔다가 다시 호흡을 이어가 준다.

## 참고 문헌
- 나디아의 현대요가백서,2006, 이승아 저, 동양문고